# 巴利阿里競技體育會
巴利阿里競技體育會（Club Deportivo Atlético Baleares）是一支位於西班牙巴利阿里群島帕爾馬的職業足球會，目前於西班牙皇家足協甲組聯賽角逐。

## 外部連結
- Official website （文） （西班牙文）
- Soccerway team profile （页面存档备份，存于） （西班牙文）